# Futebol em São Tomé e Príncipe
O futebol no país São Tomé e Príncipe é gerido pela Federação Santomense de Futebol. Ela é filiada à FIFA, à CAF e à UNIFFAC. A associação administra a Seleção São-Tomense de Futebol, bem como o Campeonato Santomense de Futebol.

## Equipa nacional
A Seleção São-Tomense de Futebol tem sido uma das mais fracas em África, e após ficar inativa entre 2003 e 2011, ficou num ponto de não ser incluída no Ranking Mundial da FIFA. Em 2011, a equipa nacional regressou e venceu a Seleção Lesota de Futebol numa partida das eliminatórias da Taça das Nações Africanas de 2013, antes de ser eliminada pela Seleção Serra-Leonesa de Futebol.

## Clube de futebol
O Campeonato Santomense de Futebol é a principal competição do país, com os clubes Sporting Praia Cruz e Vitória Futebol Clube do Riboque sendo os mais bem-sucedidos dela. Contudo, não é uma liga no sentido convencional, sendo decidida por uma partida eliminatória entre os vencedores da Liga Insular de São Tomé e da Liga Insular do Príncipe. Há ainda a Taça Nacional de São Tomé e Príncipe e a Supertaça de São Tomé e Príncipe.

## Sistema de ligas
| Nível | Liga(s) / Divisão(ões)                                                    | Liga(s) / Divisão(ões)                                                    | Liga(s) / Divisão(ões)                                                    | Liga(s) / Divisão(ões)                                                    | Liga(s) / Divisão(ões)                                                    | Liga(s) / Divisão(ões)                                                    | Liga(s) / Divisão(ões)               | Liga(s) / Divisão(ões)               | Liga(s) / Divisão(ões)               | Liga(s) / Divisão(ões)               | Liga(s) / Divisão(ões)               | Liga(s) / Divisão(ões)               |
| 1     | Primeira Divisão de São Tomé doze clubes                                  | Primeira Divisão de São Tomé doze clubes                                  | Primeira Divisão de São Tomé doze clubes                                  | Primeira Divisão de São Tomé doze clubes                                  | Primeira Divisão de São Tomé doze clubes                                  | Primeira Divisão de São Tomé doze clubes                                  | Liga Insular do Príncipe seis clubes | Liga Insular do Príncipe seis clubes | Liga Insular do Príncipe seis clubes | Liga Insular do Príncipe seis clubes | Liga Insular do Príncipe seis clubes | Liga Insular do Príncipe seis clubes |
| 2     | Segunda Divisão de São Tomé dez clubes                                    | Segunda Divisão de São Tomé dez clubes                                    | Segunda Divisão de São Tomé dez clubes                                    | Segunda Divisão de São Tomé dez clubes                                    | Segunda Divisão de São Tomé dez clubes                                    | Segunda Divisão de São Tomé dez clubes                                    |                                      |                                      |                                      |                                      |                                      |                                      |
| 3     | Terceira Divisão de São Tomé dez clubes divididos em duas séries de cinco | Terceira Divisão de São Tomé dez clubes divididos em duas séries de cinco | Terceira Divisão de São Tomé dez clubes divididos em duas séries de cinco | Terceira Divisão de São Tomé dez clubes divididos em duas séries de cinco | Terceira Divisão de São Tomé dez clubes divididos em duas séries de cinco | Terceira Divisão de São Tomé dez clubes divididos em duas séries de cinco |                                      |                                      |                                      |                                      |                                      |                                      |